# 秋やすみ
『秋やすみ』（あきやすみ）は、CooRieの1枚目のオリジナルアルバム。2004年9月29日にMellow Headから発売された。

## 概要
2003年から2004年までに発表された楽曲に加え、yozuca*とのコンセプト・アルバム『dolce』から「存在」が収録されている。

## 収録曲
1. はじめに [0:35]
作詞・作曲・編曲：rino
2. センチメンタル [4:08]
作詞・作曲：rino、編曲：鈴木雅也、ストリングスアレンジ：菅野祐悟
  - テレビアニメ『美鳥の日々』オープニングテーマ
3. 大切な願い [4:17]
作詞：rino、作曲・編曲：長田直之
  - テレビアニメ『ななか6/17』エンディングテーマ
4. あなたと言う時間 [4:27]
作詞・作曲：rino、編曲：大久保薫、ストリングスアレンジ：菅野祐悟
  - テレビアニメ『光と水のダフネ』前期エンディングテーマ
5. 秋やすみ [4:07]
作詞・作曲：rino、編曲：鈴木雅也
6. ステレオ [3:58]
作詞：rino、作曲・編曲：長田直之
  - ラジオドラマ『成恵の世界TV』エンディングテーマ
7. 流れ星☆ [3:33]
作詞：rino、作曲・編曲：長田直之
  - テレビアニメ『成恵の世界』オープニングテーマ
8. 未来へのMelody [4:21]
作詞：rino、作曲・編曲：長田直之
  - テレビアニメ『D.C. 〜ダ・カーポ〜』エンディングテーマ
9. 存在 [4:41]
作詞：rino、作曲・編曲：長田直之
  - テレビアニメ『D.C. 〜ダ・カーポ〜』エンディングテーマ
10. 想い出トランク [3:36]
作詞・作曲：rino、編曲：鈴木雅也
11. 小さな手紙 [4:09]
作詞・作曲：rino、編曲：大久保薫
  - テレビアニメ『美鳥の日々』挿入歌
12. えんぴつ [5:03]
作詞・作曲：rino、編曲：大久保薫